# Georges de la Nézière
Georges de la Nézière (31 de julio de 1878, París–9 de octubre de 1914, cerca de Arrás) fue un atleta y tirador deportivo francés, que compitió en los Juegos Olímpicos de Atenas 1896.

## Biografía
Sus padres fueron Felipe Ernest Daviel La Neziere, consejero de prefectura, y Marie Therese (conocida como Nelly) Massé. Tenía dos hermanos, ambos pintores, Raymond y Joseph.
En su niñez, Georges de la Neziere tenía fama de tener "El diablo en el cuerpo", por sus constantes travesuras. En el año 1884 entró en un internado, y en 1888 se muda a Bélgica y Alemania.
En 1892 entró al internado de la escuela Alberto Magno Arcueil (domínicos). Allí conoció al padre Didon. En 1893, a los 15 años mantuvo correspondencia con Pierre de Coubertin, en referencia principalmente al ciclismo, deporte que practica con asiduidad. En 1895, corrió los 2000 metros en 5 minutos 53 s. Su mejor tiempo en los 1000 metros = 2 min 52 s. Es campeón de cross country. Fue campeón de todas las escuelas y colegios de París.
En 1896, Georges de la Neziere es nombrado delegado del Stade Français de los Juegos Olímpicos. Viajó con 20 estudiantes de la escuela Alberto Magno de Arcueil, liderada por el padre Didon. Corrió los 800 metros lisos, ubicándose tercero en su serie clasificatoria, y no avanzó a la final
En 1898 se interesó en los automóviles, principalmente en el sistema de tracción, y en 1899 ingresó al servicio militar. Allí imaginó y pudo insertar Ametralladoras Maxim en vehículos militares. En 1900, ingresa a la Escual de Negocios de Ruan, y un año después participa en la carrera París-Berlín.
En 1903 se casa con Hélène, hija del varón de Vauquelin y de Jeanne Marie Julie Laborde, con quien tuvo dos hijos.
En 1914, participa en la Primera Guerra Mundial, incorporándose al 26° Regimiento de infantería territorial francés, 84° división, 11° compañía. Murió en el bosque de Mouchy, a 15 km de Arrás, producto del fuego enemigo.